# Kunst im öffentlichen Raum in Hamburg-Eidelstedt
Diese Liste von Kunst im öffentlichen Raum in Hamburg-Eidelstedt enthält dauerhaft aufgestellte Kunstwerke auf dem Gebiet des Stadtteils Eidelstedt der Freien und Hansestadt Hamburg, die sich im öffentlichen Raum befinden und von anerkannten Künstlern und Künstlerinnen geschaffen wurden. Viele dieser Kunstwerke sind durch das Programm Kunst am Bau (und dessen Folgeprogramme) gefördert oder mit öffentlichen Geldern angekauft worden, dies ist aber keine Voraussetzung für die Aufnahme. Ebenso mögen einige dieser Kunstwerke als Kulturdenkmal geschützt sein, aber auch das ist keine Voraussetzung für die Aufnahme in diese Liste.
Bauschmuck ist im Normalfall im Artikel über das Bauwerk darzustellen, und gehört nicht in diese Liste. Streetart kann Aufnahme in die Liste finden, wenn es zu dem konkreten Kunstwerk eine ausführliche Rezeption in der Kunstwissenschaft gibt und ein enzyklopädischer Artikel über die Streetart-Künstler oder -Künstlerin existiert oder vorstellbar wäre. Denkmäler, die an eine Person oder ein Ereignis erinnern, können in die Liste aufgenommen werden, wenn sie ob ihrer zumeist plastischen Gestaltung als Kunstwerk gelten können. Bei reinen Gedenktafeln ist das normalerweise nicht der Fall.
Basis der Zusammenstellung sind Datensätze der Hamburger Kulturbehörde von 2012 und 2018, eine Veröffentlichung der SAGA GWG von 2008, und verschiedene Veröffentlichungen von Kunsthistorikern zum Thema. Eine abschließende Liste von Literatur kann es nicht geben, jedoch ist für jeden Eintrag in die Liste ein konkreter Verweis auf eine amtliche Liste oder anerkannte Sekundärliteratur erforderlich.
Gestohlene oder zerstörte Kunstwerke, die ehemals in Hamburg-Eidelstedt aufgestellt waren, sind in einer separaten Liste aufgeführt.

## Legende
- Lage: Nennt die nächstgelegene Straße und, wenn vorhanden und sinnvoll, das nächstgelegene Bauwerk (mit Hausnummer) oder das umgebende Gebiet (z. B. einen Park) und gibt nötigenfalls Hinweise zur genauen Lage. Darunter werden - wenn vorhanden - auch die Geo-Koordinaten und das Wikidata-Logo als Verweis auf das Wikidata-Objekt angegeben. Die Spalte ist nach der Adresse sortierbar.
- Künstler/in: Name des Künstlers oder der Künstlerin, die das Kunstwerk geschaffen haben, verlinkt mit dem Wikipedia-Artikel zur Person. Die Spalte ist nach dem Nachnamen sortierbar.
- Beschreibung: Kurzbeschreibung des Werks, immer zuerst: Werktitel (kursiv), dann möglichst Material, Stil, Größe, Dargestelltes, Art der Förderung
- Jahr: Jahr der Fertigstellung des Kunstwerkes, wenn unbekannt dann das Jahr der Aufstellung. Hier kann nur ein einziges Jahr angegeben werden, kein Zeitraum. Weitere zeitliche Details zur Schaffung des Kunstwerkes (von–bis) können in der Beschreibung angegeben werden.
- Quelle: Kulturbehörde, SAGA, Literatur, jeweils mit Fußnote. Diese Angabe ist für eine Aufnahme in die Liste verpflichtend.
- Bild: Bild des Kunstwerks, mit Link auf Commons-Kategorie wenn vorhanden

Hinweis: Die Grundsortierung der Liste erfolgt nach der Adresse. Die Liste ist alternativ nach Künstler, Werktitel, Datierung oder Quelle sortierbar.

## Liste
| Lage | Künstler                | Beschreibung | Jahr | Quelle        | Bild |  |
| --- | ----------------------- | --- | ---- | ------------- | --- |  |
| Baumacker 10 Max-Traeger-Schule (Lage)                                                                                      | Volker Detlef Heydorn   | ohne Titel Entwicklung Buchdruckkunst: vom schreibenden Mönch zu Gutenberg (KaB) | 1963 | Kulturbehörde | Bild gesucht Die Wikipedia wünscht sich an dieser Stelle ein Bild vom Ort mit diesen Koordinaten 53.61587 9.89859 . Motiv: Baumacker 10 Falls du dabei helfen möchtest, erklärt die Anleitung , wie das geht. BW      |  |
| Feldrosenweg 4–6 Spielplatz an der Ecke Feldrosenweg / Torfweg (Lage)                                                       | Diether Heisig          | Flügelobjekt SAGA | 1995 | Kulturbehörde | weitere Bilder |  |
| Hörgensweg 71 (Lage) | Max Schegulla           | Raumschleife Stein-Skulptur in Form einer Stele, auch „Wegzeichen“ genannt. Ankauf durch GWG im Rahmen des Programms Kunst am Bau.                                                                           | 1971 | Kunst@SH      | weitere Bilder |  |
| Hörgensweg 73 (Lage) | Veronika Schlüter-Stoll | Katze Aluminium-Plastik einer Katze auf einem Sockel aus Waschbeton. Ankauf durch die GWG. | 1968 | Kulturbehörde | weitere Bilder |  |
| Jasminweg 6 (Lage) | Hans Martin Ruwoldt     | Bärengruppe Stein | 1952 | Zabel         | weitere Bilder |  |
| Lohkampstraße 145 Stadtteilschule Eidelstedt, an alter Aula (Lage)                                                          | Anna Andersch           | Musikalisches Symbol, 3. Satz Kaiserquartett von Haydn KaB | 1957 | Kulturbehörde | Bild gesucht Die Wikipedia wünscht sich an dieser Stelle ein Bild vom Ort mit diesen Koordinaten 53.61208 9.88876 . Motiv: Lohkampstraße 145 Falls du dabei helfen möchtest, erklärt die Anleitung , wie das geht. BW |  |
| Lohkampstraße 145 Stadtteilschule Eidelstedt / Grundschule Lohkampstraße, nördliche Turnhalle (T3), Giebelwand außen (Lage) | Herbert Spangenberg     | Ornamentale Zeichen KaB | 1957 | Kulturbehörde | weitere Bilder |  |
| Lohkampstraße 145 Stadtteilschule Eidelstedt, Eingang zum Schulhof (Lage)                                                   | Ruth Godbersen          | Knabe mit Vogel KaB | 1957 | Kulturbehörde | weitere Bilder |  |
| Lohkampstraße 145 Grundschule Lohkampstraße, im Hinterhof (Lage)                                                            | Richard Steffen         | Lama Steinskulptur eines Lamas auf Betonsockel. Anschaffung mit Mitteln des „Programms Kunst am Bau“ anlässlich des Neubaus der Volksschule Lohkampstraße. Der Kopf der Tierplastik ist abgeschlagen (2023). | 1958 | Kulturbehörde | weitere Bilder |  |
| Niekampsweg 25 Stadtteilschule Eidelstedt, Zweigstelle Niekampsweg, an Pausenhalle (Lage)                                   | Hans Sperschneider      | ohne Titel Wandgestaltung (KaB) | 1971 | Kulturbehörde | |  |
| Rebenacker 12 Spielplatz (Lage)                                                                                             | Max Schegulla           | Beat-Löwe Bronze-Plastik, als Spiel- und Kletterplastik konzipiert. | 1975 | Zabel         | weitere Bilder |  |
| Reemstückenkamp 30b Seniorenwohnanlage Reemstückenkamp (Lage)                                                               | Max Schegulla           | Drei Tanzende Bronzeskulptur, vermutlich Direktauftrag Heim | 1968 | Kulturbehörde | weitere Bilder |  |
| Reichsbahnstraße 55 Berufsbildungswerk Hamburg, vor dem Eingang (Lage)                                                      | Harald Worreschk        | ohne Titel Sieben-teilige Steinskulptur (Diabas) mit abstrakten Formen, Anschaffung im Rahmen des Programms „Kunst am Bau“.                                                                                  | 1981 | Kulturbehörde | weitere Bilder |  |
| Rungwisch 23 Schule Rungwisch, Südseite des Schulhofs (Lage)                                                                | Werner Michaelis        | Drei Vögel Anschaffung im Rahmen des Programms „Kunst am Bau“. | 1963 | Kulturbehörde | weitere Bilder |  |
| Rungwisch 23 Schule Rungwisch, im Verbindungsgang an der Südseite des Schulhofs (Lage)                                      | Jens Cords              | Phönix Mosaik-Wandbild eines Phönix, in Hamburg ein häufiges Motiv des Wiederaufbaus nach der Vernichtung durch den Feuersturm 1943. Anschaffung im Rahmen des Programms „Kunst am Bau“.                     | 1960 | Kulturbehörde | weitere Bilder |  |
| Wiebischenkamp 54 Innenhof, vor Hauswart (Lage)                                                                             | Barbara Haeger          | Raumgestaltung von Durchbrüchen und Formen Abstraktes Objekt, SAGA | 1966 | Kulturbehörde | weitere Bilder |  |